# Pentano-1,5-ditiol
Pentano-1,5-ditiol ou pentametileno dimercaptano é o composto orgânico, um ditiol, de fórmula C5H12S2, fórmula linear HS(CH2)5SH, SMILES C(CCS)CCS e massa molecular 136,28. Apresenta ponto de ebulição 107-108 °C a 15 mmHg, ponto de fusão −72 °C, densidade 1,016 g/mL a 25 °C e ponto de fulgor 95 °C. É classificado com o número CAS 928-98-3, número de registro Beilstein 1732335, número EC 213-194-9 e número MDL MFCD00004908 e PubChem Substance ID 24854567.